# Directory Films
Директорія кіно (Directory Films) - українська кінокомпанія, яка займається розробкою і виробництвом художніх, документальних та анімаційних фільмів.

## Виробник
- 2020 - НАШІ КОТИКИ[1][2], або як ми полюбили лопати в умовах обмеженої антитерористич ної операції з тимчасовими елементами військового стану, повнометражний фільм Володимира Тихого (Україна, США, Канада)
- 2019 -  ПОФАРБОВАНЕ ПТАШЕНЯ[3], повнометражний фільм Вацлава Мархоула (Чехія, Словаччина, Україна)
- 2019 -  ЗАБУТІ[4], повнометражний фільм Дар’ї Онищенко (Україна, Швейцарія)
- 2019 - УЛЯНЕНКО. БЕЗ ЦЕНЗУРИ[5], документальний фільм (Україна)
- 2019 - ЗАЛІЗНА СОТНЯ[6], документальний фільм Юлії Гонтарук (Україна)
- 2018 - МОЯ БАБУСЯ З МАРСА[7], документальний фільм Олександра Михалковича (Білорусь, Україна, Естонія)
- 2018 -  КОЛИ ПАДАЮТЬ ДЕРЕВА[8], повнометражний фільм Марисі Нікітюк (Україна, Польща, Македонія)
- 2017 -  БРАМА[9], повнометражний фільм Володимира Тихого (Україна, США)
- 2016 -  СВИНІ[10], короткометражний фільм Романа Любого (Україна)
- 2016 - ДІМ[11], короткометражний фільм Ірини Цілик (Україна)
- 2016 - ШНУРКИ[12], анімаційний фільм Олега Федченка (Україна)
- 2015 - БРАНЦІ[13], документальний фільм Володимира Тихого (Україна, США)
- 2015 -  ГОЛОСИ ЧОРНОБИЛЯ[14], документальний фільм Пола Кратчена (Люксембург, Австрія, Франція)
- 2015 - ДІДОЧОК[15], короткометражний фільм Володимира Тихого (Україна)
- 2014 - МАНДРАГОРА[16], короткометражний фільм Марисі Нікітюк (Україна)
- 2014 - ГОЛЛІВУД НАД ДНІПРОМ. АБО СНИ З АТЛАНТИДИ[17],док. фільм Олега Чорного (Україна)
- 2014 - РАВЛИКИ, короткометражний фільм Марини Вроди (Україна)
- 2014 - ДАВАЙ НЕ СЬОГОДНІ[18], короткометражний фільм Христини Сиволап (Україна)
- 2014 - ЛИСТОПАД, короткометражний фільм Марії Кондакової
- 2013 - ГОСТІ МОГО ДОМУ, анімаційний фільм Олега Федченка
- 2013 - ЗЕЛЕНА КОФТА, художній фільм Володимира Тихого
- 2013 - ПОВОДИР. АБО КВІТИ МАЮТЬ ОЧІ художній фільм Олеся Саніна
- 2013 - БРАТИ. ОСТАННЯ СПОВІДЬ, художній фільм Вікторії Трофіменко
- 2013 - НЕ МЕНШЕ 50 КГ, короткометражний фільм Марини Артеменко
- 2013 - АЛКОГОЛІЧКА, короткометражний фільм Юлії Гонтарук
- 2012 - ПОМИН, короткометражний фільм Ірини Цілик

## Нагороди
| Рік  | Назва фільму        | Фестиваль | Нагорода |
| ---- | ------------------- | --- | --- |
| 2019 | Пофарбоване пташеня | Venice International Film Festival - номінація Golden Lion Best Film. | Кіно для UNICEF. Категорія "Боротьба за права дітей". |
| 2019 | Пофарбоване пташеня | Chicago International Film Festival - номінація Gold Hugo Best Feature Film. | Найкраща операторська робота Володимир Смутний |
| 2019 | Пофарбоване пташеня | Kolkata International Film Festival. | Найкращий режисер Вацлав Маргоул |
| 2019 | Пофарбоване пташеня | 17th Warsaw Jewish Film Festival. | Найкращий сценарій Вацлав Маргоул Найкраща операторська робота Володимир Смутний                                                                                                 |
| 2019 | Пофарбоване пташеня | Minsk International Film Festival Listapad - номінація Grand Prix Golden Listapad | Найкращий фільм |
| 2019 | Брама               | Премія «Золота дзиґа». | Найкраща акторка у головній ролі Ірма Вітовська Найкраща акторка другого плану Віталіна Біблів Найкращий композитор Антон Байбаков Найкращий художник із гриму Катерина Струкова |
| 2019 | Коли падають дерева | Премія «Золота дзиґа». | Найкращий монтаж Іван Банніков |
| 2018 | Коли падають дерева | 9-й Одеський міжнародний кінофестиваль. Номінація - Найкращий український фільм. | Найкраща акторська робота в національному конкурсі Анастасія Пустовіт |
| 2018 | Коли падають дерева | Національна премія кінокритиків «Кіноколо». | Відкриття року |
| 2018 | Коли падають дерева | Берлінський міжнародний кінофестиваль Номінації: Найкращий дебют; Премія «Мир кіно»; Премія Гайнера Карова; Label Europa Cinemas. | - |
| 2018 | Коли падають дерева | 49-й Індійський міжнародний кінофестиваль в Гоа. | Срібний павич найкращій акторці Анастасія Пустовіт |
| 2017 | Брама               | Black Nights Film Festival (Естонія) - офіційний відбір, категорія А | - |
| 2017 | Брама               | Офіційний відбір: Locarno Film Festival, LET'S CEE Film Festival in Vienna, Warszawski Międzynarodowy Festiwal Filmowy | - |
| 2016 | Дім                 | Одеський міжнародний кінофестиваль | Диплом Міжнародної федерації кінопреси (FIPRESCI) |
| 2016 | Дім                 | Учасник V УКРАЇНСЬКОЇ НОВОЇ ХВИЛІ 2016 - кіноальманаху з найкращими українськими короткометражками року | - |
| 2016 | Шнурки              | XII Міжнародний фестиваль актуальної анімації та медіамистецтва Linoleum | Спеціальний приз від партнера фестивалю Wacom у національному конкурсі |
| 2016 | Голівуд над Дніпром | Автори фільму відзначені премією «Київ» у галузі кіномистецтва імені Івана Миколайчука | Сценарій |
| 2016 | Свині               | Офіційний відбір: Locarno Film Festival, Toronto International Film Festival, Berlin International Film Festival | - |
| 2015 | Ніжність            | Офіційний відбір: Festival International du Film d'Aubagne (France), Short Shorts Film Festival Asia (Japan), Lviv international short film festival Wiz-Art, 44th Kyiv IFF MOLODIST | - |
| 2015 | Ніжність            | Montecatini Short Film Festival (Italy) | Special Mention of Jury |
| 2015 | Ніжність            | Golden Anteaters Festival (Poland) | Master of Emotion |
| 2015 | Давай не сьогодні   | Trieste international film festival (Italy) | Best short film |
| 2015 | Давай не сьогодні   | Офіційний відбір: Ljubljana International Short Film Festival (Slovenia), Corto di Donne (Italy), Odessa International Film Festival, Postira Seaside (Croatia), CinemadaMare (Italy), Northern Wave International Film Festival, Aesthetica Short Film Festival (UK) | - |
| 2015 | Давай не сьогодні   | Jula Festival (Deutschland) | Audience award |
| 2015 | Давай не сьогодні   | Lviv international short film festival Wiz-Art | Audience award |
| 2015 | Листопад            | Офіційний відбір: Festival del Film Locarno (Switzerland), Batumi International Arthouse Film Festival (Georgia), ZINEBI International Festival of Documentary and Short Film of Bilbao (Spane), Trieste Film Festival (Italy), Festival International du Court Métrage à Clermont-Ferrand (France), Mecal barcelona international short film and animation festival (Space), Festival International du film d'Altkirch (France), Go Short - International Short Film Festival Nijmegen (Holland), ILMFEST DRESDENInternational Short Film Festival (Deutschland), Brussels Short Film Festival (Belgium), Maramures International Film Festival (Romania), Kinemastik in Malta, Turtle Filmfest Hólmavík (Deutschland) | - |
| 2015 | Листопад            | Odessa International Film Festival | Best short film FIPRESCI Special Mention |
| 2015 | Листопад            | Thessaloniki Short Film Festival (Greece) | Cinematography award |
| 2015 | Листопад            | Festival Tous Courts Aix-en-Provence (France) | Special Prize of the jury Special Mention of the young jury |
| 2015 | Листопад            | Festival International du Film d'Aubagne (France) | Grand Prix Prix le meilleur son |
| 2015 | Листопад            | 19th Thai Short Film and Video Festival (Thailand) | Special mention |
| 2015 | Листопад            | Sofia Film Festival (Bulgaria) | Special JURY Prize |
| 2014 | Гості мого дому     | Офіційний відбір: Odessa International Film Festival, International Short Animated Film Festival Cortoons | - |
| 2014 | Помин               | 25th Fano IFF (Italy), 30th Tehran International Short Film Festival (Iran), 10 th Filmfest Eberswalde (Deutschland), Naoussa International Film Festival (Greece) International Short Film Festival in Drama (Greece), ONE Country ONE Film (France), Odessa International Film Festival | - |
| 2014 | Помин               | Кінофестиваль "Kinolitopys" | Best fiction film |
| 2014 | Помин               | 43th Kyiv IFF MOLODIST | Prize of the Ecumenical Jury, Диплом «National Program» Audience award |
| 2013 | Алкоголічка         | Офіційний відбір: “Wiz-Art” (Ukraine), “Kinolev” (Ukraine), Festival Internacional de Curtametraxes de Bueu (Spane), Filmfest Eberswalde (Deutschland), Tashkent International Film Forum ‘Golden Guepard (Uzbekistan), GOLDEN APRICOT 10th Yerevan International Film Festival (Armenia) | - |
| 2013 | Алкоголічка         | Kin International Film Festival (Armenia) | Best short film |
| 2013 | Алкоголічка         | Delhi International Film Festival (India) | Best short film |
| 2012 | Пофарбоване пташеня | Каннський кінофестиваль | Нагорода імені Кшиштофа Кисловського за кращий сценарій (Вацлав Маргоул) |
| 2013 | Не менше 50 кг      | Офіційний відбір: Sevastopol IFF, Imaginaria Film Festival (Italy), ANONIMUL IIFF (Romania), Batumi International Art House Film Festival (Georgia), Festival de Cine Solidario de Guadalajara (Italy), Deep Fried Film Festival (Scotland), Naoussa International Film Festival (Georgia), Marbella International Film Festival (UK), Slow movie contest (Italy), FESTROIA - FESTIVAL INTERNACIONAL DE CINEMA (Portugal), Festival Art Deco de Cinema (Brazil), | - |
|      |                     | International Film Festival Golden Vityaz (Russia) | For form that is the content |
|      |                     | International Film Festival Dirigible (Russia) | Cinematography |
|      |                     | Kazanskiy IFF (Russia) | Best Cinematography |
|      |                     | | |